# Бугровы
Бугровы — династия купцов-старообрядцев; одни из самых знаменитых среди дореволюционных купцов Нижнего Новгорода.

## Династия
Династия включает три поколения: Пётр Егорович, Александр Петрович и Николай Александрович.
Основатель династии — Пётр Егорович (1782—1859). После нескольких лет работы в бурлацкой артели он в 1825 году приобрёл баржу-расшиву, положившую начало бугровской речной флотилии. Занялся мукомольной деятельностью и строительными подрядами. В 1829 году арендовал четыре мельницы на реке Линде. Но более всего стал известен строительными подрядами; здания, построенные им, до сих пор украшают Нижний Новгород.

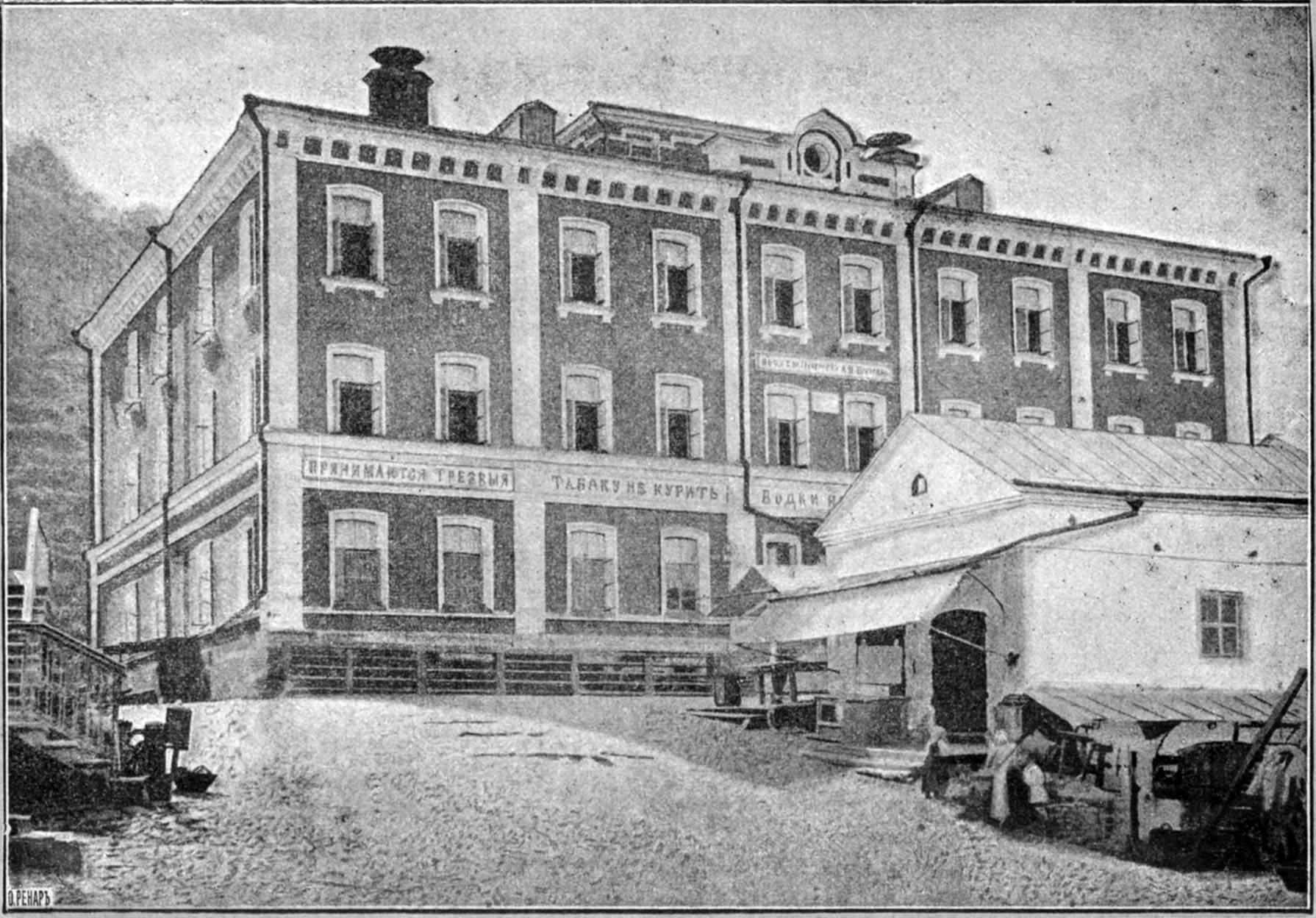
Ночлежный дом А. П. Бугрова. Конец XIX века.

Главный вклад П. Е. Бугрова — укрепление откоса Волжской набережной: в 1846—1850 годах он за 13104 рублей подрядился исправить весенние повреждения берега по Откосу, Кремлёвскому бульвару, Зеленскому съезду, на Лыковой и Варварской дамбах. Им были также отремонтированы губернские присутственные места в Кремле, выполнена отделка Александровского сада на Откосе. Он взял большой контракт на замощение главной площади города, называвшейся тогда Верхнебазарной (ныне площадь Минина и Пожарского); затем замостил плац-парад перед губернаторским дворцом в Кремле, вымостил площадь перед зданием Дворянского собрания. Выложил булыжником и все главные улицы города: Покровскую, Алексеевскую, Варварскую и Рождественскую. В. И. Даль писал: «Могу сослаться на весь Нижний, где, я чаю, не найдётся ни одного человека, который бы не помнил дедушку Бугрова добром, не называл бы его честным человеком и благодетелем народа» и ещё: «Мне лично известны были до 15 человек, выкупленных им из солдатства; каждый из них стоил ему не менее 800 рублей».
Его сын, Александр Петрович (1809—1883) стал одним из ведущих промышленников Поволжья. Он начал строительство нижегородского ночлежного дома для бедных, которое завершил его сын. Был активным участником вердеревской аферы 1864—1865 годов, заключавшейся в том, что глава Нижегородской казённой палаты незаконно сбывал государственные соляные запасы через купцов. За участие в строительстве второго городского водопровода был удостоен звания Почётного гражданина Нижнего Новгорода. 
Продолжателем дела стал Николай Александрович (1839—1911) — хлебопромышленник, финансист, домовладелец, меценат и крупный благотворитель Нижегородской губернии и один из крупнейших в России. Его заслуги перед отечественной мукомольной промышленностью были официально признаны и отмечены на XVI Всероссийской промышленной и художественной выставке 1896 года, где вниманию посетителей был представлен роскошный павильон «Крупчатое производство мануфактура советника Н.А. Бугрова»; мука его была оценена как «превосходная», фирма получила за неё высшую награду — право маркировать свою продукцию государственным гербом и Бугров получил монопольное право поставлять хлеб для русской армии. Он был фактически светским лидером беглопоповской старообрядческой общины Нижнего Новгорода.
Его дети, мальчик и две девочки, умерли ещё в детском возрасте и наследниками фактически были племянники его старшей из двух сестёр (братьев у него не было), Еннафы, бывшей замужем за его другом, Николаем Андреевичем Блиновым. Племянник, Макарий Николаевич Блинов (1875—1908), умер раньше дяди, оставив своим наследникам на 3650000 рублей собственности и долгов на 1234399 рублей 68 копеек; открылись и его аферы со средствами Общества любителей рысистого коннозаводства, где М. Н. Блинов, долгое время был казначеем и значительный долг пришлось выплачивать его наследникам и дяде Н. А. Бугрову.

## Здания Бугровых
- Ночлежный дом Бугровых
- Городской торговый корпус, выстроенный на пожертвования Николая Александровича Бугрова
- Летняя дача Н. А. Бугрова
- В Борском районе — школа в д. Попово, Боагдельня в д. Филипповской  церковь в д. Малиновка.